# Gale Hania

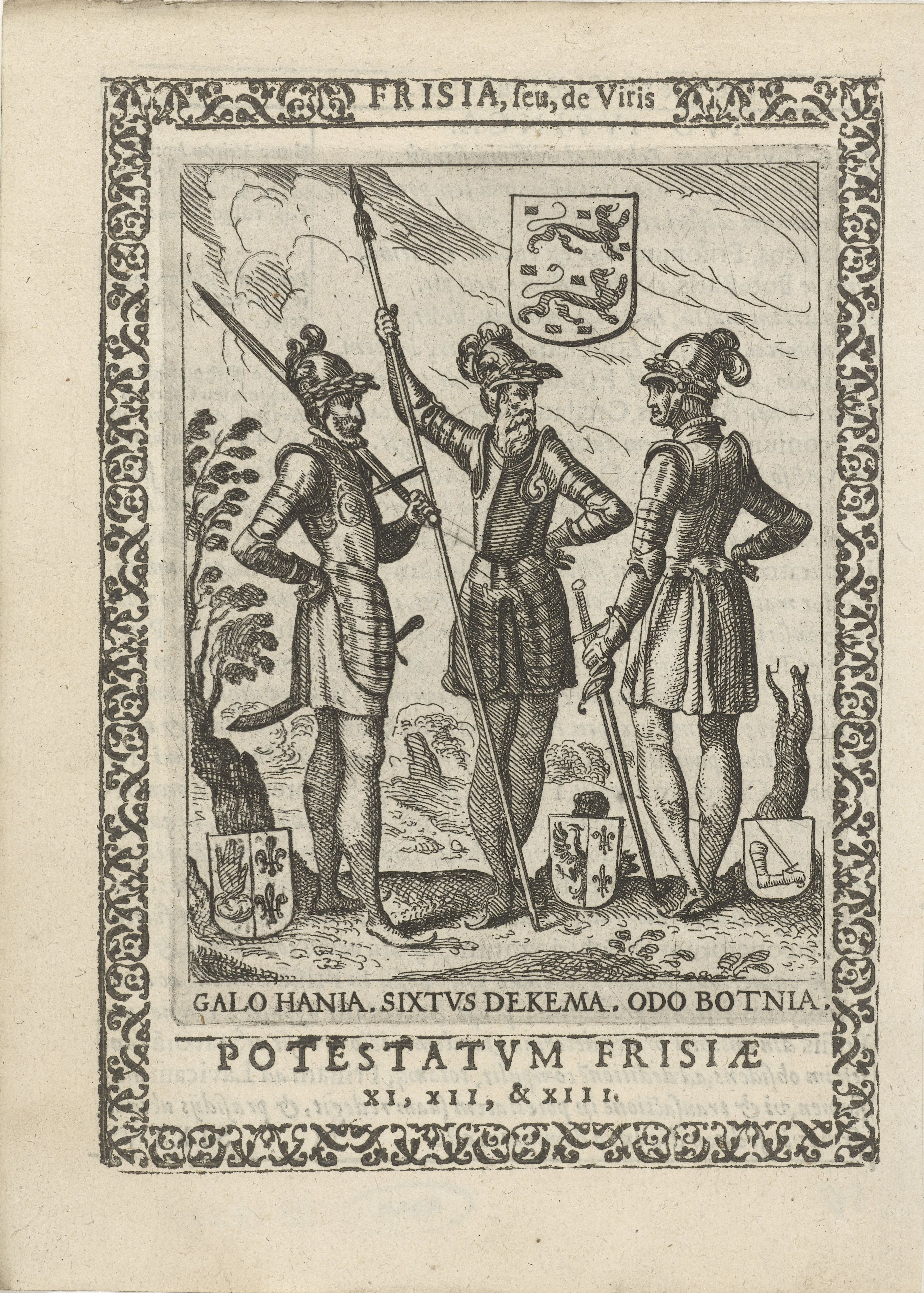
V.l.n.r Gale Hania, Sytse Dekama en Odo Botnia, potestaten van Friesland
(door Pieter Feddes van Harlingen).

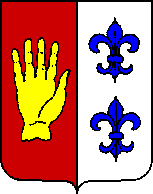
familiewapen Hania

Gale Hania (-1380) zou de dertiende potestaat van Friesland geweest zijn.  Voor zijn bestaan zijn geen betrouwbare bronnen.

## Leven
De naam wordt ook wel geschreven als Hanja, Hanya. Gale was afkomstig van de Hanya State ten noordoosten van Pingjum, in de grietenij Wonseradeel. De weg langs deze state heet tegenwoordig de Hanialaan.
Op 4 juli 1380 werd nabij Arum een veldslag geleverd tussen de monniken van Ludingakerk en die van Oldeklooster, waarbij in totaal meer dan 130 man sneuvelden. De edelen Sicke Gratinga en Gale Hania zouden bij deze veldslag aanwezig geweest zijn, zwaargewond zijn geraakt en naar Ludingakerk teruggevoerd.
Van het werkelijk bestaande geslacht Hania zijn er drie ondertekenaars van het Verbond der Edelen, namelijk Jorryt, Otto en Leo Hania.